# Fly Project
Fly Project este o formație românească de muzică dance, formată din Tudor  Ionescu . și Dan Deneș. Trupa a debutat pe piața muzicală în 2005 cu piesa Raisa, care a ajuns în topul clasamentelor muzicale din România și ulterior a lansat albumul Fly Project. Formația a devenit populară prin piesele cum ar fi "Mandala", "Goodbye", "Musica" și "Back In My Life".
În 2008, single-ul «Brasil» a ajuns în topul clasamentelor muzicale din România, Rusia, Grecia, Spania, Republica Moldova,  Turcia, Olanda, Serbia ș.a., iar formația a câștigat Romanian Music Awards pentru single-ul «Brasil»,
Piesa Musica s-a clasat pe poziția #90 în Franța. O altă piesă, «Raisa», a ajuns pe poziția #51 în ”France Singles Top 100”.
În 2007, single-ul «K-Tinne» s-a clasat pe poziția #52 în ”Romanian Top 100”, iar în 2011, single-ul «Goodbye» a atins poziția #4 în Romanian Top 100.
În anul 2011 formația a fost nominalizată la MTV Europe Music Award for Best Romanian Act.
De la fondarea sa până în prezent, formația a susținut peste 2.000 de concerte.
După o scurtă pauză necesară producției în studio, trupa lansează "Brasil", piesa care a ajuns în topurile muzicale din România, Rusia, Grecia, Spania, Moldova, Turcia, Țările de Jos, Serbia, Ungaria s.a.. Single-ul a fost nominalizat pentru "Best Dance" la premiile Romanian Music Awards. "Mandala", piesa lansată de FLY PROJECT în 2011, ajunge pe primul loc in Rusia, iar „Goodbye” continuă seria de hituri Fly Project, fiind cea mai difuzată piesă din România în anul lansării și crescând nivelul de popularitate al trupei la nivel internațional. Fly Project ajunge cea mai solicitată trupă pentru concerte internaționale. "Musica" a fost lansată în 2013 și a devenit un alt single de succes al trupei. A fost în top 10 în foarte multe țări și a primit un disc de aur pentru vânzări internaționale.
Următoarea lor piesă, Toca-Toca, este hit la nivel mondial. Single-ul ajunge pe prima poziție în Rusia, Italia, Ucraina, Grecia, Bulgaria, Moldova, Turcia, Serbia s.a. și în top 10 în țări ca Franta, Belgia și Spania. Toca-Toca a primit un nou disc de aur și, ulterior, unul de platină pentru vânzări în Italia.
Toamna anului 2014 începe cu o veste foarte importantă pentru Fly Project. Câștigă premiul Best Dance, cu 'Toca Toca', iar premiul Border Breaker le revine pentru succesul lor internațional, la Romanian Music Awards, unul dintre cele mai importante evenimente din industria muzicală românească. Eska Awards este un alt mare eveniment, care are loc în toamna anului 2014, în Polonia. De asemenea, în septembrie 2014 participă la un show de televiziune important numit "Jaka la Melodia", premiat pentru divertisment TV în Polonia. În noiembrie 2014, Fly Project este prezent pe scena de la Gran Canaria 40 Pop Fashion & Friends, un eveniment al rețelei 40 Principales, în Insulele Canare. 
Fly Project lansează "Like a Star" in 2015, noul single se răspândește foarte rapid în topurile radio si cluburile din întreaga lume. Dupa ce continuă turneul internațional #MostWanted, în iunie 2015, Fly Project lansează worldwide un nou single “So High".
Al 11-lea an de FLY PROJECT (2016) vine cu "Next To You", un featuring cu Last Night, o nouă trupă din cadrul echipei Fly Records (labelul și studioul de producție muzicală al băieților de la Fly Project). În martie 2016, Tudor și Dan filmează un nou videoclip pentru următorul lor single, un featuring cu Misha, o artistă cunoscută de publicul din România și cel internațional pentru hitul "Tenerife", un featuring cu DJ Sava. 
"Butterfly" este un featuring surpriză din 2016 între producătorii de hit-uri internaționale - Fly Project și Andra.
2017 a adus Dame, un single care a cucerit cluburile și a fost ingredientul numărul unu al celor mai tari petreceri. Vara lui 2017 a adus un nou single pentru Fly Project, piesa Get Wet care a strâns 45 de milioane de vizualizări pe Youtube până în martie 2018, fiind numărul 1 în trending Youtube imediat după lansare.

## Componența formației
- Tudor Ionescu(Solist/Dj) (n. 3 noiembrie 1979, Brașov)

## Discografie

### Albume
| Fly Project - 2005 1. Raisa 2. Lumea mea 3. Sare 1. Ultima seara 2. Rebirth 3. Raisa (mix) 4. In love again 5. Extassy 6. Raisa (versiunea în engleză) 7. Fly 8. Tu a mea 9. Raisa (extinsă) 10. Ultima seara (remix Hi-Q) | K-Tinne - 2007 1. K - Tinne 2. 1001 3. Tasha 4. Allena 5. People Around You 6. Cubba 7. Push Up 8. Kattrina 9. K-Tinne (remix Tom Boxer) 10. People Around You (remix Tom Boxer) 11. Cubba (extinsă) 12. Tasha (versiune radio) 13. Tasha (mix) 14. When You Cry 15. Cheyenne (versiunea în engleză) 16. When You Cry (remix Tom Boxer) |

### Single-uri
| An   | Single                                            | Poziții de top | Poziții de top | Poziții de top | Poziții de top | Poziții de top | Poziții de top | Poziții de top |
| An   | Single                                            | ROM            | BUL            | FRA            | ITA            | SPA            | RUS            | UKR            |
| ---- | ------------------------------------------------- | -------------- | -------------- | -------------- | -------------- | -------------- | -------------- | -------------- |
| 2006 | "Raisa"                                           | –              | –              | 51             | –              | –              | –              | –              |
| 2006 | "K-Tinne"                                         | –              | –              | –              | –              | –              | –              | –              |
| 2008 | "Brasil" feat. Anca Parghel & Tom Boxer           | –              | –              | –              | –              | –              | –              | –              |
| 2008 | "Allegria"                                        | –              | –              | –              | –              | –              | –              | –              |
| 2009 | "Unisex"                                          | –              | –              | –              | –              | –              | –              | –              |
| 2010 | "Mandala"                                         | –              | –              | –              | –              | –              | 8              | –              |
| 2011 | "Goodbye"                                         | 1              | –              | –              | –              | –              | –              | –              |
| 2012 | "Musica"                                          | –              | 37             | 90             | 18             | –              | 5              | –              |
| 2012 | "Back in My Life"                                 | –              | 13             | –              | –              | –              | 5              | –              |
| 2013 | "Toca Toca"                                       | –              | 38             | 26             | –              | 29             | –              | 11             |
| 2014 | "Like A Star"                                     | –              | –              | –              | –              | –              | –              | –              |
| 2015 | "So High"                                         | –              | –              | –              | –              | –              | –              | –              |
| 2016 | "Jolie" feat. Misha                               | –              | –              | –              | –              | –              | –              | –              |
| 2016 | "Butterfly" feat. Andra                           | –              | –              | –              | –              | –              | –              | –              |
| 2017 | "Dame" "Get Wet"                                  | –              | –              | –              | –              | –              | –              | –              |
| 2019 | "Mexico"                                          | –              | –              | –              | –              | –              | –              | –              |
| 2021 | "Millerba" "En Vogue (by United States Of Music)" | –              | –              | –              | –              | –              | –              | –              |
| 2022 | "Bipolar" "RAISA 2022"                            | –              | –              | –              | –              | –              | –              | –              |
| 2023 | "Don Reggaeton"                                   | –              | –              | –              | –              | –              | –              | –              |
| 2023 | "Copacabana"                                      | –              | –              | –              | –              | –              | –              | –              |
| 2023 | "Oh La La" feat. Lidia Buble                      | –              | –              | –              | –              | –              | –              | –              |
| 2023 | "Morenita"                                        | –              | –              | –              | –              | –              | –              | –              |
| 2024 | "Soarele pe strada mea" feat. Bianca Tilici       | –              | –              | –              | –              | –              | –              | –              |

## Videografie
| An   | Titlu                                       | Regizor        |
| ---- | ------------------------------------------- | -------------- |
| 2006 | Cheyenne                                    | —              |
| 2007 | Raisa *2 English Vers.                      | —              |
| 2007 | K-Tinne                                     | —              |
| 2008 | Tasha                                       | —              |
| 2008 | Brasil (feat. Anca Parghel & Tom Boxer)     | Tom Boxer      |
| 2008 | Allegria                                    | Sabin Dorohoi  |
| 2009 | Unisex                                      | —              |
| 2010 | Mandala                                     | Alex Ceaușu    |
| 2011 | Goodbye                                     | Alex Ceaușu    |
| 2012 | Musica                                      | Alex Ceaușu    |
| 2012 | Back In My Life                             | Alex Ceaușu    |
| 2013 | Toca Toca                                   | Alex Ceaușu    |
| 2014 | Like A Star                                 | Alex Ceaușu    |
| 2015 | So High (Bow Bow)                           | Alex Ceaușu    |
| 2016 | Jolie (feat. Misha)                         | Alex Ceaușu    |
| 2016 | Butterfly (feat. Andra)                     | Alex Ceaușu    |
| 2017 | Dame                                        | Alex Ceaușu    |
| 2017 | Get Wet                                     | Alex Ceaușu    |
| 2019 | Mexico                                      | Alex Ceaușu    |
| 2021 | Millerba                                    | NGM            |
| 2021 | En Vogue (by United States Of Music)        | Bogdan Daragiu |
| 2022 | Bipolar                                     | Cristi Doppe   |
| 2022 | RAISA 2022                                  | —              |
| 2023 | Don Reggaeton                               | NGM            |
| 2023 | Copacabana                                  | NGM            |
| 2023 | Oh La La (feat. Lidia Buble)                | SMAX           |
| 2023 | Morenita                                    | Alex Ceaușu    |
| 2024 | Soarele pe strada mea (feat. Bianca Tilici) | Florin Boka    |

Prezenți pe
| An   | Titlu                                                         | Regizor          |
| ---- | ------------------------------------------------------------- | ---------------- |
| 2010 | Balcani (Zero feat. Tudor Ionescu)                            | Alex Ceaușu      |
| 2011 | Beleza (Fly Records pres. Sunset54)                           | Alex Ceaușu      |
| 2013 | Atinge (Fly Records pres. Party Collective feat. Irina Sârbu) | Razvan Marinescu |
| 2014 | Hello (Mandinga feat. Fly Project)                            | Alex Ceaușu      |
| 2014 | H.O.P. (Boier Bibescu feat. Fly Project)                      | Alex Ceaușu      |
| 2015 | Liar (Fly Records pres. Last Night)                           | Alex Ceaușu      |
| 2015 | Fa-mi cu mana (Vunk feat. Fly Project)                        | The Brothers M   |
| 2015 | Love Me (Fly Records pres. John Rivas)                        | Alex Ceaușu      |
| 2016 | Next To You (Last Night feat. Fly Project)                    | Alex Ceaușu      |

## Premii și nominalizări
| An   | Premiu                                 | Categoria         | Recipient   | Rezultat     |
| ---- | -------------------------------------- | ----------------- | ----------- | ------------ |
| 2007 | «Top Hits Best Dance Awards» (România) | Best single       | «K-Tinne»   | Câștigat     |
| 2007 | «Top Hits Best Song» (România)         | Best single       | «K-Tinne»   | Câștigat     |
| 2008 | MTV Europe Music Awards                | Best Romanian Act | Fly Project | Nominalizare |
| 2008 | Romanian Music Awards                  | Best single       | «Brasil»    | Câștigat     |
| 2008 | Russian Music Awards                   | Best single       | «Brasil»    | Nominalizare |
| 2008 | Russian Music Awards                   | Best album        | "K-Tinne"   | Nominalizare |
| 2011 | MTV Europe Music Awards                | Best Romanian Act | Fly Project | Nominalizare |

2014 - Romanian Music Awards - Best Dance Award- "Toca Toca"
2014 - Romanian Music Awards - Border Breaker Award